# Acrosterigma selene
Acrosterigma selene is een tweekleppigensoort uit de familie van de Cardiidae. De wetenschappelijke naam van de soort is voor het eerst geldig gepubliceerd in 1999 door Vidal.